# 特殊勤務手当
特殊勤務手当（とくしゅきんむてあて）は、日本の公務員に支給される手当の一種である。この手当は、著しく危険、不快、不健康又は困難な勤務その他の著しく特殊な勤務で、給与上特別の考慮を必要とし、かつ、その特殊性を俸給で考慮することが適当でないと認められるものに従事する職員に、その勤務の特殊性に応じて支給されるものである。本項では以下、原則として国家公務員の例について述べる。

## 根拠法令
国家公務員の特殊勤務手当は、一般職の職員の給与に関する法律（給与法）第13条に基づき支給される。ここでいう職員とは、国家公務員法第2条に規定する一般職の職員を指す（給与法第1条第1項）。支給に関し必要な事項は、給与法第13条第2項に基づき、人事院規則9-30（特殊勤務手当、以下本項では「規則」という）がこれを定める。種類については規則第2条がこれを定める。さらに、具体的な運用については、人事院の通達である「特殊勤務手当の運用について」（人事院事務総長発昭和37年6月14日給実甲第197号、以下給実甲通知という）がこれを定める。
特別職の特殊勤務手当は別途定められているが、支給額はほぼ人事院規則と同等である。
地方公務員については、各地方自治体の条例がこれを定める。独立行政法人については、各独立行政法人の長がこれを定める。

## 人事院規則に基づく特殊勤務手当
規則においては、第1項に支給する職員の範囲及び勤務の内容が、第2項で支給額が定められ、第3項以下で例外規定が置かれる形となっている。業務の内容については、概ね標題のとおりである。

### 高所作業手当（第3条）
- 一定の庁に所属する職員が、一定の箇所で一定の作業に従事した場合に支給される。
  - ここでいう「地上10メートル以上」、「地上又は水面上10メートル以上」などは、予想される落下地点からの高さをいう（給実甲通知）。
- 支給額は、作業1日につき作業ごとに定められる。

### 坑内作業手当（第4条）
- 一定の庁に所属する職員が、坑内における一定の作業に従事した場合に支給される。
  - 「坑山」には、休坑、廃坑、旧坑、盗掘箇所及び侵掘箇所を含むものとする（給実交通知二　坑内作業手当（規則第4条）関係）
- 支給額は、作業1日につき作業ごとに定められる。

### 爆発物取扱等作業手当（第5条）
- 一定の庁に所属する職員が、一定の作業に従事した場合に支給される。
- 支給額は、作業1日につき350円から2,600円までの間で定められる。

### 水上等作業手当（第6条）
- 海上保安庁に所属する職員が一定の作業又は業務に従事した場合に支給される。
- 支給額は作業に従事した日又は作業1回につきその額が定められる。

### 航空手当（第7条）
- 職員が航空機に搭乗し、一定の業務に従事した場合に支給される。
- 支給額は搭乗した時間1時間につき、俸給表及び職務の級により、5,100円から1,200円の間で定められるが、特に定められた業務に従事した場合、一定の率を乗じた額もしくは一定額が加算される。

### 死刑執行手当（第10条）
- 刑務所又は拘置所に所属する副看守長以下の階級にある職員が死刑を執行する作業又は死刑の執行を直接補助する作業に従事した場合に支給される。
- 支給額は作業1回につき2万円だが、1日の作業につき、2万円を超えることができない。

### 死体処理手当（第11条）
- 警察庁若しくは海上保安庁に所属する職員又は検察庁に所属する検察事務官が死体の収容等または検視に従事したときに支給される。
- 支給額は1日につき死体の収容等については1,000円、検視については1,600円である。

### 防疫等作業手当（第12条）
- 病院、厚生労働省検疫所、農林水産省動物検疫所で一定の業務に従事した職員に支給される。
- 支給額は1日につき290円である。

### 有害物取扱手当（第13条）
- 農林水産省植物防疫所又は那覇植物貿易事務所、農林水産省動物検疫所で一定の業務に従事した職員に支給される。
- 支給額は、作業に従事した日1日につき、第1号の作業が290円、第2号の作業が250円である。

### 放射線取扱手当（第14条）
- 診療放射線技師、診療エックス線技師、エックス線助手などで、法に定める一定の業務に従事した職員に支給される。
- 支給額は一月につき7,000円である。

### 異常圧力内作業手当（第15条）
- 職員が一定の作業に従事した場合に支給される。
- 支給額は時間1時間につき、第1項第1号（圧搾空気内）の作業が210円から1,000円の間で、第1項第2号（潜水作業）の作業が310円から1,500円までの間で定められる。

### 狭あい箇所内等検査作業手当（第17条）
- 一定の庁に所属する職員が一定の業務に従事した場合に支給される。
- 支給額は、作業に従事した日1日につき、第1項第1号の作業が250円、第1項第2号の作業が320円である。

### 道路上作業手当（第18条）
- 一定の庁に所属する職員が一定の業務に従事した場合に支給される。
- 支給額は、作業に従事した日1日につき、300円または450円である。

### 災害応急作業等手当（第19条）
- 人事院の定める職員が一定の業務に従事した場合に支給される。
- 支給額は、作業に従事した日1日につき710円から1,080円までの間で定められるが、第3項で加算できる場合が定められている。
- 2011年6月29日に人事院が制定した人事院規則9-129（東日本大震災に対処するための人事院規則9-30の特例）第二条により、東京電力株式会社福島第一原子力発電所の敷地内において行う作業は1日につき20,000円が、同地域内で心身に著しい負担を与える作業は最大40,000円が、原子力災害対策特別措置法第20条第3項により読み替え適用される災害対策基本法第63条の警戒区域内作業は1日につき20,000円が、警戒区域内作業で心身に著しい負担を与える作業は最大20,000円が、警戒区域内の屋内作業は2,000円が、その他指定された地域に応じた金額が、それぞれ加算される。なお、この特例は、同特例附則2の規定により、2011年3月11日にさかのぼって適用される。[2]

### 山上作業手当（第20条）
- 一定の庁に所属する職員が一定の業務に従事した場合に支給される。
- 支給額は、作業に従事した日1日につき260円または410円である。

### 移動通信等作業手当（第21条）
- 一定の庁に所属する職員が一定の作業に従事した場合に支給される。
- 支給額は、作業に従事した日1日につき560円（特に困難な作業で心身に著しい負担を与えると人事院が認めるものに従事した場合にあっては、100分の50を加算した額）である。

### 航空管制手当（第23条）
- 国土交通省の職員で、一定の証明書を交付された職員が一定の業務に従事した場合に支給される。
- 支給額は、業務に従事した日1日につき、業務の種類及び勤務官署に応じて定められる。

### 夜間特殊業務手当（第23条の2）
- 一定の庁に所属する職員が、正規の勤務時間による勤務の一部又は全部が深夜において行われる業務に従事した場合に支給される。
- 支給額は、その勤務時間が深夜の全部を含む勤務である場合は1,100円、深夜の一部を含む勤務である場合は730円（深夜における勤務が2時間に満たない場合にあっては410円）である。

### 夜間看護等手当（第24条）
- 病院、療養所、診療所等に勤務する助産師、看護師又は准看護師若しくはその他の医療職俸給表の適用を受ける職員が一定の業務に従事した場合に支給される。
- 「等」とあるのは、第1項第2号に夜間看護以外の業務が定められているからである。
- 支給額は、その勤務1回につき第2項に定める一定額が支給されるが、第3項に当分の間、一定の場合に加算する旨が定められている。

### 用地交渉等手当（第27条の2）
- 一定の庁に所属する職員が、事業に必要な土地の取得等に係る交渉又はその事業の施行により生ずる損失の補償に係る交渉（土地の取得等に係る交渉に該当するものを除く）の業務で人事院が困難であると認めるものに従事したときに支給する。
  - ここでいう「土地の取得等」及びその他の項目については、給実甲通知に定義が示されている。
- 支給額は、業務に従事した日1日に月1,000円（業務が深夜において行われた場合にあっては、100分の50を加算した額）である。

### 鑑識作業手当（第28条）
- 警察庁に所属する職員（警察官にあっては、警部補以下の階級にある警察官に限る）が犯罪鑑識の作業等に従事した場合に支給される。
- 手当の額は、作業に従事した日1日につき450円である。

### 刑務作業監督等手当（第28条の2）
- 刑務所、少年刑務所、拘置所等の職員が一定の業務に従事した場合に支給される。
- 手当の額は、業務に従事した日1日または勤務1回につきその額が定められる。

### 護衛等手当（第28条の3）
- 警察庁皇宮警察本部に所属する皇宮護衛官のうち人事院の定める職員または海上保安庁に所属する職員のうち人事院の定める職員に支給される。
- 手当の額は、業務に従事した日1日または勤務1回につきその額が定められる。

### 犯則取締等手当（第28条の5）
- 一定の庁に所属する職員が検査、捜索、取締り等の業務に従事したときに支給される。
- 手当の額は、業務に従事した日1日につき各号の業務の区分に応じその額が定められる。

### 極地観測手当（第29条）
- 職員が南緯55度以南の区域において南極地域観測に関する業務に従事したときに支給される。
- 手当の額は、業務に従事した日1日につき、職員の職務の級に応じて4,100円から1,800円までの間で定められる。

### 国際緊急援助等手当（第30条）
- 国際緊急援助隊の活動が行われる海外の地域において一定の業務に従事したとき（第1項）又は海上保安庁に所属する職員がの規定に基づく協力として、同庁の船舶又は航空機により行う外国における災害、騒乱その他の緊急事態に際して生命又は身体の保護を要する邦人等の輸送に従事したとき（第2項）に支給される。
- 手当の額は業務に従事した日1日につき、業務ごとに定額で定められる。また、第3項において、併給を禁止する場合の規定が設けられている。

### 小笠原業務手当（第31条）
- 小笠原諸島に置かれる官署に所属する職員が当該官署の所掌業務に従事したときに支給される。
- 手当の額は、業務に従事した日1日につき、職務の級に応じて定められる。また、第3項で、加算の規定を設けている。

## 手当額の特例
規則第33条において、一定の手当について、作業時間が4時間未満の場合、手当額を100分の60とする規定が設けられている。

## 支給方法
給与の支給方法により支給する。支給に際して、各庁の長は特殊勤務実績簿及び特殊勤務手当整理簿を作成し、所要事項を作成し、かつ、これを保管しなければならない（規則第34条）。

## 併給禁止
規則第32条第1項は手当を支給しない場合を、同第2項は手当を併給しない場合を定める。

## 東日本大震災に対処するための特例
- 死体処理手当の特例 : 死体を取り扱う作業等…1日1,000円 1日に10人以上の死体の収容又は検視の作業…1日2,000 - 3,200円
- 災害応急作業等手当の特例 : 東京電力福島第一原発事故等における作業…1日1,000 - 20,000円

## 地方公共団体の特殊勤務手当
詳細は各地方公共団体の定めるところによる。